# Hans Karlsson i Hallsberg
Hans Tore Ingvar Karlsson, född 18 juli 1948 i Näsby, i riksdagen kallad Hans Karlsson i Hallsberg, är en svensk skogsarbetare och politiker (socialdemokrat), som var riksdagsledamot 1991–2000 och Europaparlamentariker 2000–2004.

## Biografi
Karlsson bodde i Ekenässjön utanför Vetlanda, innan han 1984 flyttade till Hallsberg, där han blev ombudsman för Skogsarbetareförbundet.
Karlsson valdes 1991 in i Sveriges riksdag. Han var ledamot av socialutskottet från 1991 till 2000. Dessutom var han 1991–1994 suppleant i arbetsmarknadsutskottet och 1995–2000 i EU-nämnden. Karlsson utredde diskriminering för funktionshindrade i arbetslivet 1997 och lade ett förslag som blev lag 1 maj 1998. Karlsson var regeringens särskilda utredare för Specialpedagogiska institutet 2000–2002. 
Åren 2000–2004 var han ledamot av Europaparlamentet. Åren 2004–2008 arbetade han för LO vid kansliet i Stockholm. Han är sedan 2007 ordförande i Hallsbergs kommunfullmäktige. Han är också ordförande för Hallbo från 2007 och i Sydnärkes Utbildningsförbund från 2007, samt vice ordförande i Regionförbundet Örebro län till 2010.
Hösten 2023 avsade Karlsson alla sina politiska uppdrag förutom sin plats i kommunfullmäktige med avsikt att sedan helt gå i pension.